# Dragon Quest X
Dragon Quest X: Mezameshi Itsutsu no Shuzoku Online (ドラゴンクエストX 目覚めし五つの種族 オンライン, Doragon Kuesuto Ten: Mezameshi Itsutsu no Shuzoku Onrain, lit. "Dragon Quest X: Rise of the Five Tribes Online") é um jogo eletrônico de interpretação de personagens online e em massa para múltiplos jogadores desenvolvido e publicado pela Square Enix para os consoles de videogame Wii, Wii U e Microsoft Windows.
Ele foi formalmente anunciado por Yuji Horii em 10 de Dezembro de 2008 em uma conferência. Em agosto de 2016 foi confirmado por Yosuke Saito e Chikara Saito que Dragon Quest X estava em desenvolvimento para a Nintendo Switch.